# نينيولا
نينيولا هي مغنية نيجيرية ولدت في 15 ديسمبر 1986.,